# Iwan Nieumywakin
Iwan Pawłowicz Nieumywakin (ros. Иван Павлович Неумывакин, ur. 7 lipca 1928 w Biszkeku, zm. 22 kwietnia 2018) – rosyjski naukowiec specjalizujący się w medycynie kosmicznej, doktor nauk medycznych, profesor i członek rzeczywisty Rosyjskiej Akademii Nauk Przyrodniczych, laureat Nagrody Państwowej Łotewskiej SRR (1982), autor wielu książek.
Studiował na Akademii Medycznej w Kirgistane, którą ukończył w 1951. Pracę doktorską obronił w 1982.
Autor ponad 20 książek wydanych w wielu językach, autor „Sól – lecznicze właściwości” wydanej przez białostocki Vital.